# 숙은노루오줌
숙은노루오줌(Astilbe koreana)은 범의귀과에 딸린 여러해살이풀이다.

## 이름
전체적으로 노루오줌과 비슷한데, 노루오줌은 꽃줄기 끝이 곧바로 선 형태인 반면 숙은노루오줌은 꽃줄기 끝이 약간 고개를 숙인 모습을 하고 있기 때문에 ‘숙은’이라는 말이 이름에 붙었다. 노루오줌이 붉은 꽃을 피운다는 점에서 차이가 있다.

## 생김새
산에 나는 다년초로 키는 60cm이다. 갈색의 긴 털이 난다. 잎은 어긋나고, 근생엽은 잎자루가 길고 2-3회 3출 겹잎이다. 꽃은 6-7월에 연한 붉은색으로 핀다. 길이 26cm의 원추화서로 옆으로 처지고 갈색 털이 많다. 꽃받침은 5갈래, 길이 2mm이며, 털이 없다. 꽃잎은 선형이고, 수술은 10개, 암술대 2개이다.
실제로 관찰된 것은 아니지만 숙은노루오줌은 꽃잎의 폭이 좁아서 바늘 모양인 것은 바람의 소통을 좋게 하기 위한 것으로 해석되므로, 수분을 할 때 곤충보다는 바람의 도움을 받는 풍매화일 가능성이 많다. 풍매화의 특징은 일반적으로 꽃이 작고 향기가 없으며 꿀을 만들지 않고 꽃잎이 작거나 없는 것인데 숙은노루오줌은 이러한 조건을 모두 갖추고 있다.

## 쓰임새
어린 순은 나물로 먹는다. 꽃과 잎, 줄기 건조한 것을 소승마(小昇麻) 또는 구활(求活)이라 하고 열을 내리고 기침을 멎게 하는데 사용하며 뿌리는 적승마(赤昇麻)라 하고 진통작용과 혈액순환 개선에 사용한다. 알려진 성분으로 베르게닌(bergenin)과 아스틸빈(astilbin)이 있다.